# Parancistrocerus cylindroides
Parancistrocerus cylindroides är en stekelart som beskrevs av Giordani Soika 1995. Parancistrocerus cylindroides ingår i släktet Parancistrocerus och familjen Eumenidae. Inga underarter finns listade i Catalogue of Life.